# Gallien runt
Gallien runt (fr. Le Tour de Gaule d'Astérix) är det femte i en serie av klassiska seriealbum, skrivna av René Goscinny och illustrerade av Albert Uderzo, båda fransmän, vars huvudperson är den modige gallern Asterix. Serierna publicerades ursprungligen 1963, och som seriealbum 1965.

## Handling
Julius Caesar, vars irritation över att den lilla galliska byn klarat av alla attacker bara växer, skickar generalinspektör Lucius Petificus till byn för att lära invånarna att veta hut. Efter att, tillsammans med legionärerna från det romerska lägret Lillbonum, ha blivit tillbakaslagen bestämmer han sig för att isolera byn tills invånarna ger upp. Asterix och Obelix ser det som en utmaning, och säger att de kan göra en resa Gallien runt för att bevisa att de kan resa hur de vill, och för att bevisa det ska de ta med sig en specialitet från Galliens alla hörn och bjuda Caesar på en kejserlig middag.

## Anspelningar
Albumets titel anspelar på cykelloppet Tour de France. Men ämnet gav framför allt en möjlighet till satir över särdrag och företeelser som anses typiska för olika delar av Frankrike, historiskt eller kulturellt: Paris med sin trafikstockning, invasionen av semesterfirare på Rivieran, Lyon med sin underjordiska motståndsrörelse som blev legendarisk under nazistockupationen, och Marseille som porträtterades av Marcel Pagnol i en serie mycket kända filmer på 1930-talet.

## Guide till kartan
De platser som besöks, och som märkts ut på kartan, är följande:
1. Den lilla galliska byn. Observera; en enkel karta i detta album är den som tydligast visar exakt var i Gallien som byn ligger.
2. Rotomagus - numera Rouen.
3. Lutetia - numera Paris.
4. Camaracum - numera Cambrai.
5. Durocortorum - numera Reims.
6. Dividorum - numera Metz.
7. Lugdunum - numera Lyon.
8. Nicae - numera Nice.
9. Massilia - numera Marseille.
10. Tolosa - numera Toulouse.
11. Aginum - numera Agen.
12. Burdigala - numera Bordeaux.
13. Gésocribate - numera Le Conquet.

## Övrigt
- Det är i detta album som humorn beträffande Obelix' stingslighet angående och förnekan av att han skulle vara tjock börjar blomstra.
- I detta album gör Idefix entré på sidan 13. Han följer våra hjältar tätt i spåren under albumets gång och upptäcks först på den sista sidan av Obelix.